# Tennis Masters Cup 2005
De Tennis Masters Cup werd in 2005 voor de eerste maal gehouden in gehouden in Shanghai, China. De Tennis Masters Cup is het tennistoernooi dat het kalenderjaar afsluit en waaraan alleen de beste acht tennissers op de wereldranglijst mogen deelnemen. Dit geldt normaal gezien zowel in het enkelspel als in het dubbelspel. In het dubbelspel is het echter mogelijk dat de top zeven zich plaatst, aangevuld met een duo dat tijdens het seizoen een grandslamtitel won maar niet in de top acht staat; het team moet zich wel in de top 20 bevinden. Dat was dit jaar het geval voor Stephen Huss en Wesley Moodie, zij wonnen dit seizoen Wimbledon maar stonden pas twaalfde op de wereldranglijst.
Het toernooi ging in 2005 gebukt onder de vele afzeggingen: Andy Roddick was de nummer drie van de plaatsingslijst, maar moest afzeggen door een rugblessure. Ook de nummer vier, Lleyton Hewitt was niet aanwezig: hij zegde af wegens de geboorte van zijn dochter. Omdat ook Marat Safin, die als reserve was aangeduid, geblesseerd was kregen de Argentijnen Gastón Gaudio en David Nalbandian de kans om deel te nemen aan het toernooi.
En alsof er geen einde aan kwam moest ook de Spanjaard Rafael Nadal afzeggen met een voetblessure.
Andre Agassi begon wel aan het toernooi, maar na zijn eerste wedstrijd moest ook hij de handdoek gooien, Fernando González speelde als vervanger de overige twee wedstrijden.
De Argentijn David Nalbandian, die door de vele blessures als vervanger in het toernooi kwam, won uiteindelijk de Tennis Masters Cup 2005 door in de vijfde set van de finale in de tiebreak te winnen van de Zwitser Roger Federer die voor de derde achtereenvolgende keer in de finale stond.
Het Franse duo Michaël Llodra / Fabrice Santoro won het dubbelspeltoernooi.

## Enkelspel
De acht geplaatste spelers:

### Deelnemers
| Ranking | Speler            | Resultaat    |
| ------- | ----------------- | ------------ |
| 1.      | Roger Federer     | finale       |
| 2.      | Rafael Nadal      | afgemeld     |
| 3.      | Andre Agassi      | groepsfase   |
| 4.      | Guillermo Coria   | groepsfase   |
| 5.      | Nikolaj Davydenko | halve finale |
| 6.      | Ivan Ljubičić     | groepsfase   |
| 7.      | David Nalbandian  | winnaar      |
| 8.      | Gastón Gaudio     | halve finale |
| 9.      | Mariano Puerta    | groepsfase   |
|         | Fernando González | groepsfase   |

### Rode Groep

#### Uitslagen
| Speler 1             |   | Speler 2             | Score            |
| -------------------- | - | -------------------- | ---------------- |
| Roger Federer SUI    | - | David Nalbandian ARG | 6-3, 2-6, 6-4    |
| Ivan Ljubičić CRO    | - | Guillermo Coria ARG  | 6-2, 6-3         |
| Roger Federer SUI    | - | Ivan Ljubičić CRO    | 6-3, 2-6, 7-6(4) |
| David Nalbandian ARG | - | Guillermo Coria ARG  | 7-5 6-4          |
| Roger Federer SUI    | - | Guillermo Coria ARG  | 6-0, 1-6, 6-2    |
| David Nalbandian ARG | - | Ivan Ljubičić CRO    | 6-2, 6-2         |

#### Klassement
| #  | Rang | Speler                      | Gespeeld | Wedst w/v | Sets w/v |
| -- | ---- | --------------------------- | -------- | --------- | -------- |
| 1. | 1    | Roger Federer Zwitserland   | 3        | 3 - 0     | 6 - 3    |
| 2. | 8    | David Nalbandian Argentinië | 3        | 2 - 1     | 5 - 2    |
| 3. | 6    | Ivan Ljubičić Kroatië       | 3        | 1 - 2     | 3 - 4    |
| 4. | 4    | Guillermo Coria Argentinië  | 3        | 0 - 3     | 1 - 6    |

### Gouden Groep

#### Uitslagen
| Speler 1              |   | Speler 2              | Score         |
| --------------------- | - | --------------------- | ------------- |
| Nikolaj Davydenko RUS | - | Andre Agassi USA      | 6-4, 6-2      |
| Gastón Gaudio ARG     | - | Mariano Puerta ARG    | 6-3, 7-5      |
| Nikolaj Davydenko RUS | - | Gastón Gaudio ARG     | 6-3, 6-4      |
| Fernando González CHI | - | Mariano Puerta ARG    | 6-3, 4-6, 6-0 |
| Gastón Gaudio ARG     | - | Fernando González CHI | 1-6, 7-5, 7-5 |
| Nikolaj Davydenko RUS | - | Mariano Puerta ARG    | 6-3, 6-2      |

#### Klassement
| #  | Rang | Speler                    | Gespeeld | Wedst w/v | Sets w/v |
| -- | ---- | ------------------------- | -------- | --------- | -------- |
| 1. | 5    | Nikolaj Davydenko Rusland | 3        | 3 - 0     | 6 - 0    |
| 2. | 7    | Gastón Gaudio Argentinië  | 3        | 2 - 1     | 5 - 2    |
| 3. | 10   | Fernando González Chili   | 2        | 1 - 1     | 3 - 3    |
| 4. | 9    | Mariano Puerta Argentinië | 3        | 0 - 3     | 1 - 6    |

### Halve finales
| Speler 1             |   | Speler 2              | Score    |
| -------------------- | - | --------------------- | -------- |
| Roger Federer SUI    | - | Gastón Gaudio ARG     | 6-0, 6-0 |
| David Nalbandian ARG | - | Nikolaj Davydenko RUS | 6-0, 7-5 |

### Finale
| Speler 1             |   | Speler 2          | Score                             |
| -------------------- | - | ----------------- | --------------------------------- |
| David Nalbandian ARG | - | Roger Federer SUI | 6-7(4), 6-7(11), 6-2, 6-1, 7-6(3) |

## Dubbelspel
De acht geplaatste teams:

### Deelnemers
| Ranking | Spelers                        | Resultaat    |
| ------- | ------------------------------ | ------------ |
| 1.      | Bob Bryan Mike Bryan           | halve finale |
| 2.      | Jonas Björkman Maks Mirni      | groepsfase   |
| 3.      | Wayne Black Kevin Ullyett      | halve finale |
| 4.      | Mark Knowles Daniel Nestor     | groepsfase   |
| 5.      | Leander Paes Nenad Zimonjić    | finale       |
| 6.      | Michaël Llodra Fabrice Santoro | winnaars     |
| 7.      | Wayne Arthurs Paul Hanley      | groepsfase   |
| 8.      | Stephen Huss Wesley Moodie     | groepsfase   |

### Rode Groep

#### Uitslagen
| Team 1                        |   | Team 2                        | Score               |
| ----------------------------- | - | ----------------------------- | ------------------- |
| Wayne Arthurs / Paul Hanley   | - | Bob Bryan / Mike Bryan        | 7-5, 6-7(3), 7-6(4) |
| Leander Paes / Nenad Zimonjić | - | Mark Knowles / Daniel Nestor  | 7-5, 5-7, 6-3       |
| Leander Paes / Nenad Zimonjić | - | Wayne Arthurs / Paul Hanley   | 7-6(3), 7-6(6)      |
| Bob Bryan / Mike Bryan        | - | Mark Knowles / Daniel Nestor  | 6-4, 6-4            |
| Wayne Arthurs / Paul Hanley   | - | Mark Knowles / Daniel Nestor  | 6-3, 6-4            |
| Bob Bryan / Mike Bryan        | - | Leander Paes / Nenad Zimonjić | 7-5, 6-7(5), 7-6(7) |

#### Klassement
| #  | Rang | Team                          | Gespeeld | Wedst w/v | Sets w/v |
| -- | ---- | ----------------------------- | -------- | --------- | -------- |
| 1. | 1    | Bob Bryan / Mike Bryan        | 3        | 2 - 1     | 5 - 3    |
| 2. | 5    | Leander Paes / Nenad Zimonjić | 3        | 2 - 1     | 5 - 3    |
| 3. | 7    | Wayne Arthurs / Paul Hanley   | 3        | 2 - 1     | 4 - 3    |
| 4. | 4    | Mark Knowles / Daniel Nestor  | 3        | 0 - 3     | 1 - 6    |

### Gouden Groep

#### Uitslagen
| Team 1                           |   | Team 2                           | Score            |
| -------------------------------- | - | -------------------------------- | ---------------- |
| Wayne Black / Kevin Ullyett      | - | Michaël Llodra / Fabrice Santoro | 3-§, 6-3, 6-4    |
| Stephen Huss / Wesley Moodie     | - | Jonas Björkman / Maks Mirni      | 6-2, 6-4         |
| Wayne Black / Kevin Ullyett      | - | Stephen Huss / Wesley Moodie     | 3-6, 7-6(1), 6-2 |
| Michaël Llodra / Fabrice Santoro | - | Jonas Björkman / Maks Mirni      | 7-6(3), 6-4      |
| Wayne Black / Kevin Ullyett      | - | Jonas Björkman / Maks Mirni      | 7-5, 4-6, 6-4    |
| Michaël Llodra / Fabrice Santoro | - | Stephen Huss / Wesley Moodie     | 6-4, 4-1 opgave  |

#### Klassement
| #  | Rang | Team                             | Gespeeld | Wedst w/v | Sets w/v |
| -- | ---- | -------------------------------- | -------- | --------- | -------- |
| 1. | 3    | Wayne Black / Kevin Ullyett      | 3        | 3 - 0     | 6 - 3    |
| 2. | 6    | Michaël Llodra / Fabrice Santoro | 3        | 2 - 1     | 5 - 2    |
| 3. | 12   | Stephen Huss / Wesley Moodie     | 3        | 1 - 2     | 3 - 4    |
| 4. | 2    | Jonas Björkman / Maks Mirni      | 3        | 0 - 3     | 1 - 6    |

### Halve finales
| Team 1                           |   | Team 2                      | Score       |
| -------------------------------- | - | --------------------------- | ----------- |
| Leander Paes / Nenad Zimonjić    | - | Wayne Black / Kevin Ullyett | 6-3, 6-4    |
| Michaël Llodra / Fabrice Santoro | - | Bob Bryan / Mike Bryan      | 6-3, 7-6(7) |

### Finale
| Team 1                           |   | Team 2                         | Score               |
| -------------------------------- | - | ------------------------------ | ------------------- |
| Michaël Llodra / Fabrice Santoro | - | Leander Paes / Nenad Zimonjić) | 6-7(6), 6-3, 7-6(4) |